# Sobór Ikony Matki Bożej „Władająca” w Gdowie
Sobór Ikony Matki Bożej „Władająca” – prawosławny sobór w Gdowie, w dekanacie gdowskim eparchii pskowskiej Rosyjskiego Kościoła Prawosławnego. Położony na miejscu starszego soboru św. Dymitra Sołuńskiego, wysadzonego w powietrze przez wojska niemieckie w 1944. 
Sobór znajduje się na terenie dawnego kremla gdowskiego. Pierwsza prawosławna świątynia na tym miejscu, sobór św. Dymitra Sołuńskiego, została zbudowana w latach 1521–1533 w stylu typowym dla architektury cerkiewnej regionu pskowskiego XIV–XV w. Istniała do 1944, gdy razem z całym kremlem gdowskim została wysadzona w powietrze przez wycofujące się wojska niemieckie. 
Odbudowa soboru miała miejsce w latach 1990–1991. Na podstawie projektu I. Chaustowej powstał obiekt stanowiący dokładną kopię zniszczonej cerkwi, wzniesiony przy pomocy tradycyjnych średniowiecznych metod. Świątynię poświęcono w 1994.